# Savage Messiah
Savage Messiah es una película de 1972 basada en la biografía del escultor francés Henri Gaudier-Brzeska, hecha por Russ-Arts y distribuida por Metro-Goldwyn-Mayer. Dirigida y producida por Ken Russell, con Harry Benn como productor asociado. Con el guion de Christopher Logue, basado en el libro Savage Messiah de H.S. Ede (Harold Stanley o simplemente Jim Ede). La música fue hecha por Michael Garrett (aunque la música de Debussy y Scriabin también fue usada), y la escenografía de Dick Bush. Fue protagonizada por Dorothy Tutin, Scott Antony, Helen Mirren, Lindsay Kemp, Peter Vaughan y Michael Gough. La cinematografía fue hecha por Dick Bush.
- Datos: Q3062514